# Поґаново
Поґаново (пол. Poganowo, нім. Groß Bürgersdorf, 1928-45: Bürgersdorf) — село в Польщі, у гміні Кентшин Кентшинського повіту Вармінсько-Мазурського воєводства.
У 1975-1998 роках село належало до Ольштинського воєводства.